# Libero Marchini
Libero Marchini (31 de outubro de 1914 - 1 de novembro de 2003) foi um futebolista italiano que competiu nos Jogos Olímpicos de Verão de 1936.
Ele era um membro da equipe italiana, que ganhou a medalha de ouro no torneio de futebol.